# شهرداری گورجاآنی

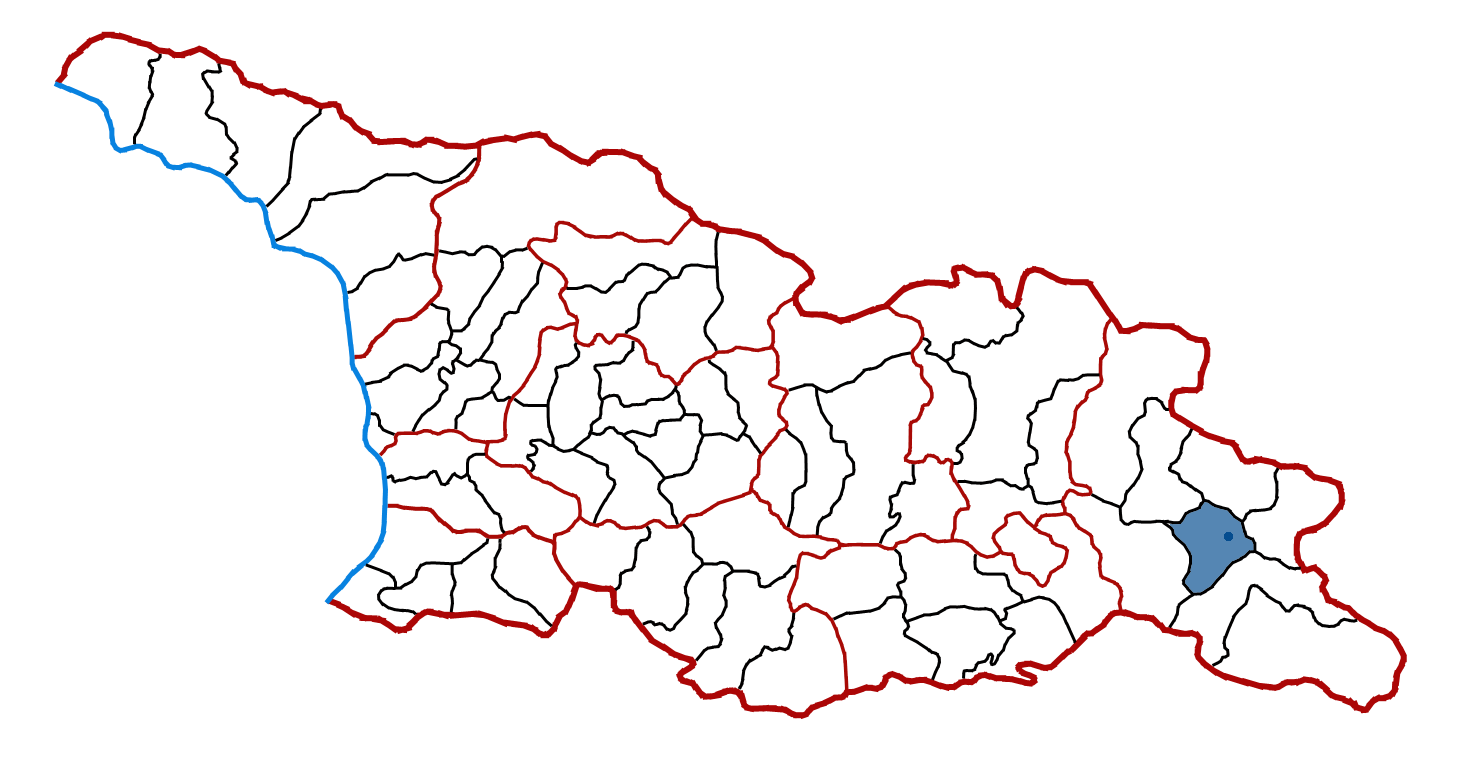
شهرداری گورجاآنی

گورجاآنی (گرجی: გურჯაანის მუნიციპალიტეტი) یکی از شهرداری‌های گرجستان در استان کاختی است. مرکز اداری آن گورجاآنی است.
جمعیت این ناحیه طبق سرشماری سال ۲۰۰۲، ۷۲۶۱۸ نفر بوده و مساحت آن ۸۴۶ کیلومتر مربع است.

## تقسیمات اداری
شهرداری ქალაქი از یک شهر ქალაქი، کلاکی) و ۲۹ روستا (სოფელი، سوپلی) تشکیل شده است.

### شهرها
- گورجاآنی

### روستاها
- Ch'eremi
- Q'it'aani
- Pkhoveli
- Ziari
- Naniani
- Jimiti
- K'ach'reti
- Makharadze
- Darcheti
- Kodalo
- Arashenda
- Melaani
- Chalaubani
- K'ardenakhi
- Bak'urtsikhe
- K'olagi
- Vejini
- Dzirk'ok'i
- Ch'andari
- Gurjaani
- Chumlaq'i
- Akhasheni
- Velistsikhe
- Zegaani
- Muk'uzani
- Vazisubani
- Shashiani
- K'alauri
- Vachnadzeani